# Alfred Dorn
Alfred Dorn (26. srpna 1892, Bílina – 5. června 1975, Kaufbäuren, Německo) byl malíř, keramik, pedagog a sklář. V letech 1934 až 1941 (formálně až do roku 1945) byl ředitelem sklářské školy v Kamenickém Šenově.

## Život

### Studia

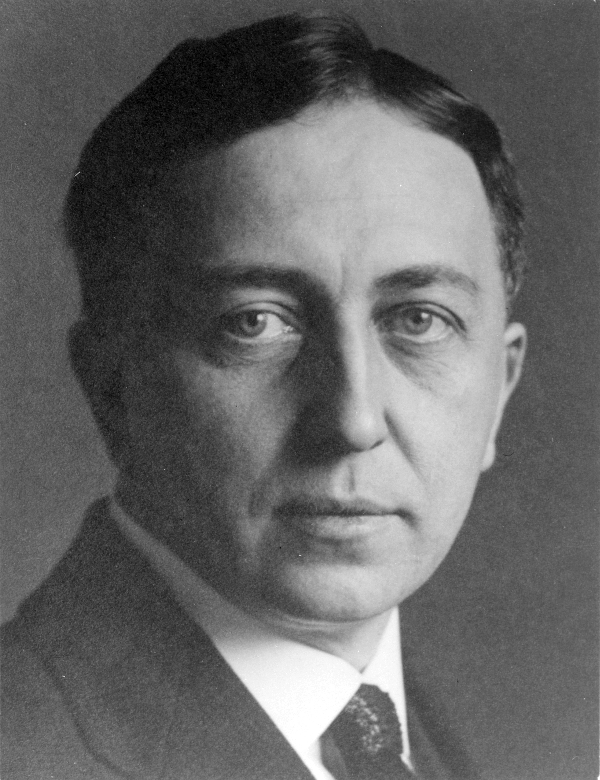
Bertold (Berthold) Löffler (1874–1960) před rokem 1929

V letech 1910 až 1914 absolvoval císařsko-královskou školu umění a řemesel při Císařsko–královském rakouském muzeu umění a průmyslu (1867–1919) ve Vídni (německy: K.k. Kunstgewerbeschule des k.k. Österreichischen Museums für Kunst und Industrie (1867-1919), Wien), kde byl jeho učitelem grafik, malíř a freskař Bertold Löffler (1874–1960).
Po vypuknutí první světové války byl Alfred Dorn povolán do armády a prošel frontou (1914–1918).
Kromě studia na umělecké akademii ve Vídni absolvoval studia na uměleckoprůmyslové škole v Mnichově, v Drážďanech na Akademii výtvarných umění (německy: Akademie der bildenden Künste) a v Teplicích na odborné škole keramické.

### Mezi světovými válkami
Jako učitel kreslení působil od roku 1919 na uměleckoprůmyslové škole sklářské v Kamenickém Šenově. Tato škola byla v roce 1918 přejmenována na německou státní odbornou školu pro sklářský průmysl a jejím ředitelem se stal Adolf Beckert (1884–1929). Po jeho odchodu do starobního důchodu v roce 1926 došlo ke sloučení sklářských škol v Kamenickém Šenově a Novém Boru. V roce 1929 se ale obě školy opět osamostatnily a ředitelem té kamenickošenovské byl jmenován v roce 1929 nejstarší profesor Hermann Zeh. Ten vedl školu až do roku 1933, kdy odešel do důchodu a funkci ředitele převzal od roku 1934 Alfred Dorn. Škola zbudovala pod jeho vedením Zkušební a výzkumný ústav pro sklářský průmysl a výrobky školy byly prezentovány ve 30. letech 20. století na mnoha uměleckých a sklářských výstavách. Došlo i ke změnám uvnitř výuky ve škole, kdy se v letech 1933 až 1934 stala z nepovinného 4. ročníku tzv. jednoroční mistrovská škola. V roce 1937 byly opět obě sklářské školy (V Kamenickém Šenově a v Novém Boru) sloučeny. Tehdy se Alfred Dorn stal ředitelem novoborské školy a v Kamenickém Šenově vedl školu (de iure) také, ale (de facto) zde řídil školu jeho zástupce.

### Mnichov a druhá světová válka

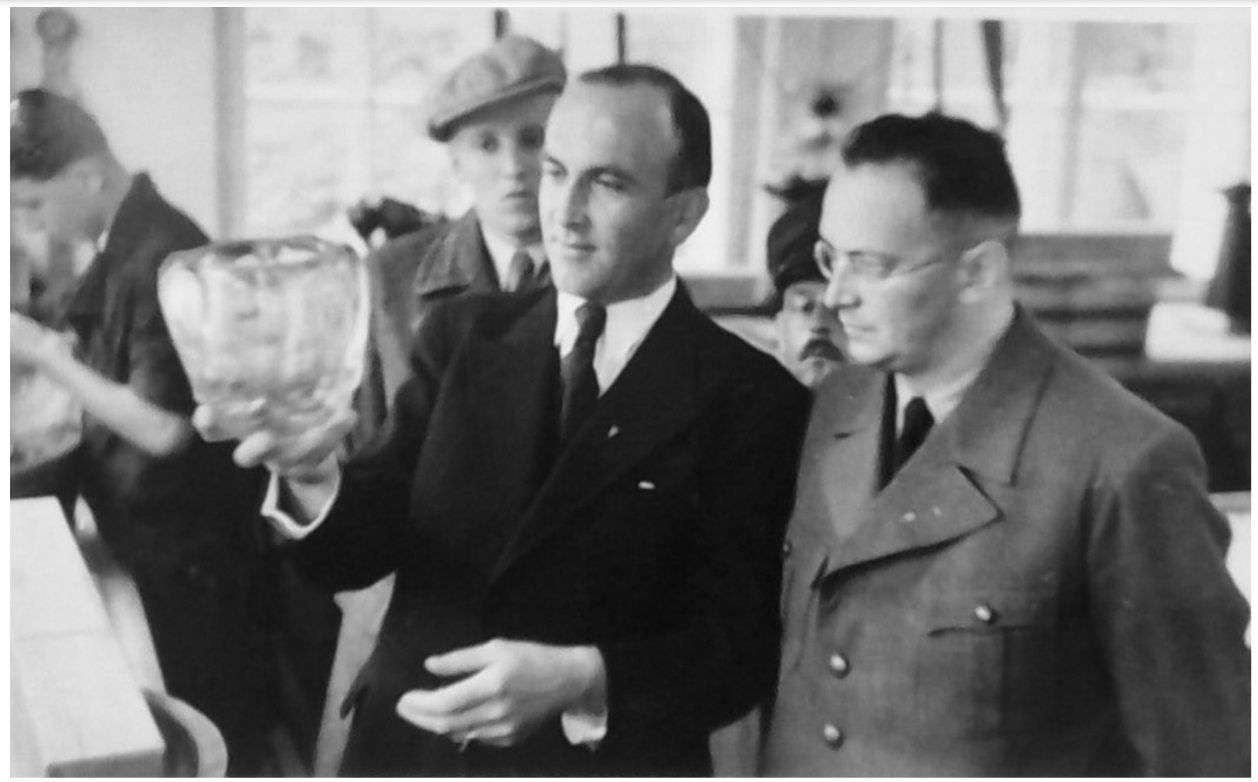
Návštěva Konrada Henleina (na snímku vpravo) ve sklářské škole v Kamenickém Šenově v roce 1938

Mnichovská dohoda a následné postoupení pohraničních území Československa obývaných Němci (Sudet) Německu koncem roku 1938 bylo završením činnosti Sudetoněmecké strany Konrada Henleina a vyvrcholením snah německého kancléře Adolfa Hitlera o rozbití demokratického Československa.
Od roku 1938 se sklářská škola v Kamenickém Šenově opět osamostatnila. Alfred Dorn (po odtržení pohraničí a jeho připojení k Německu) opustil Nový Bor a vrátil se do Kamenického Šenova. Ještě před dovršením 50 let věku byl v roce 1941 aktivován a povolán k vojenské službě do německé armády (Wehrmachtu). Až do konce druhé světové války jej ve sklářské škole zastupoval Wilhelm Rössler. Druhou světovou válku Dorn přežil, ale po jejím skončení byl v roce 1945 zatčen a pro svoji nacistickou minulost později odsouzen a vězněn.

### Rheinbach
Po odpykání trestu byl Alfred Dorn propuštěn a odstěhoval se do Německa. V roce 1948 byla v německém městě Rheinbach založena sklářská škola. Její vznik iniciovali učitelé německé národnosti, kteří byli odsunuti po druhé světové válce z Kamenického Šenova. Škola v Rheinbachu byla pokračovatelkou tradic kamenickošenovské sklářské školy, jejím prvním ředitelem se stal (v roce 1948) Alfred Dorn a jedním z odborných učitelů Friedrich Glößner, otec čestného občana města Kamenický Šenov pana Helfrieda Glössnera. Ke škole bylo později přičleněno i oddělení zabývající se keramikou, neboť tento obor má v oblasti, kde se škola nachází, dlouholetou tradici. Alfred Dorn vedl sklářskou školu v Rheinbachu až do roku 1958.